# گناه نخستین

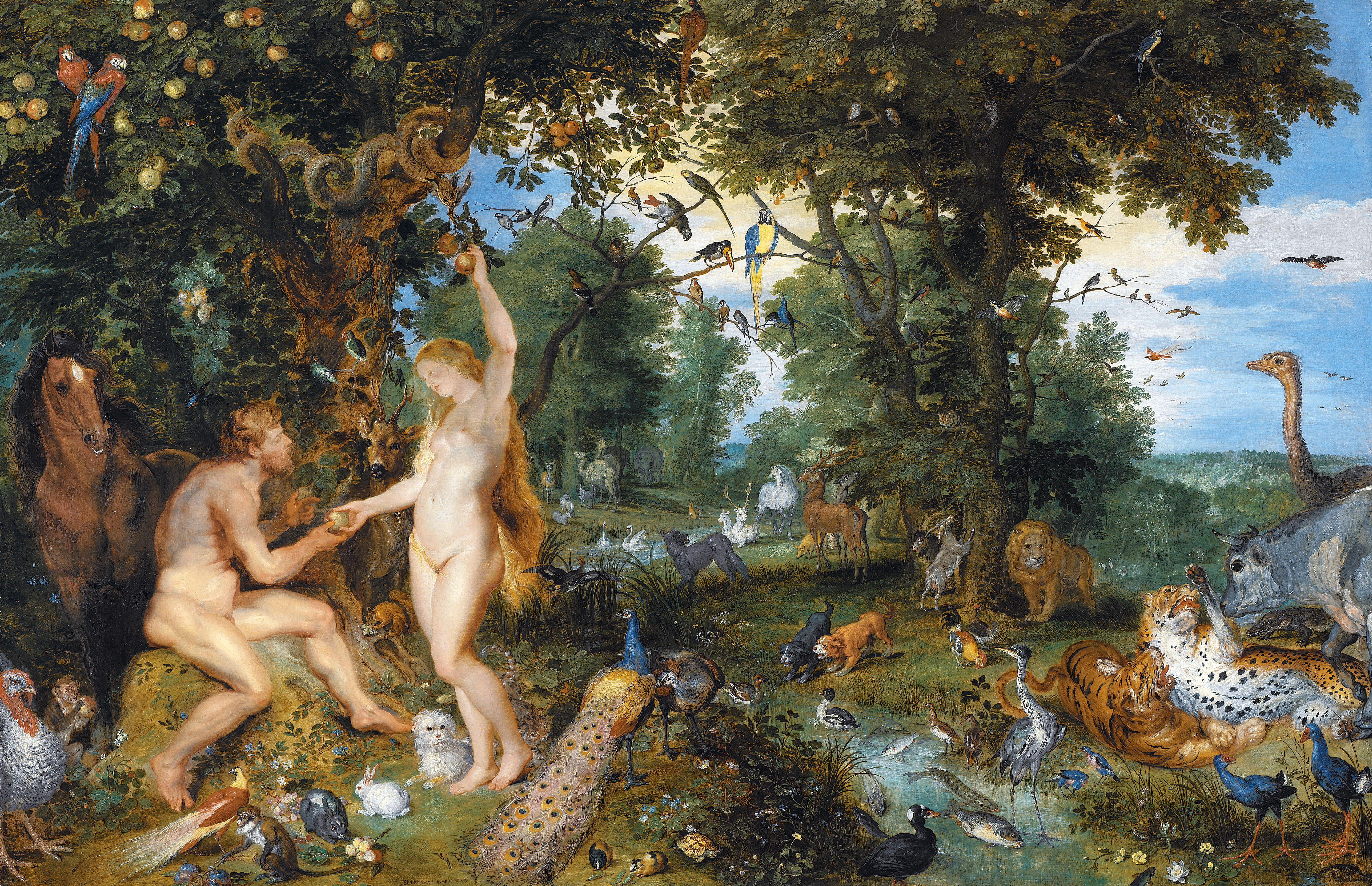
نگاره‌ای از آدم و حوا در گناه نخستین اثر پیتر پل روبنس ۱۶۱۵ میلادی

گناه نخستین یا نخستین گناه، آموزه‌ای مسیحی است که براساس آن انسان طبیعت آلوده و تمایل به گناه را از طریق تولد به ارث می‌برد. گناه نخستین گناه نافرمانی در برابر خدا است که از آدم و حوا به تمام نسل‌های بعدی منتقل شده‌است از دیدگاه کاتولیک‌ها، گناه نخستین یک وضعیت است، که نشان می‌دهد نوزادان در بدو تولد گناهکار هستند. در مقابل، از نظر پروتستان‌ها، گناه عملی است و گناه نخستین فقط تمایل به ارتکاب اعمال گناهکارانه را نشان می‌دهد. مسیحیت ارتدکس اعتقادات خود را در این باره نه از آگوستین بلکه از ایرنئوس می‌گیرد و اگرچه جهانی بودن گناه را می‌پذیرد، اما مفاهیمی از قبیل یک وضعیت بکر اولیه، سقوط از بهشت و محروم شدن از فضل الهی و گناه ارثی را رد می‌کند.
آموزه گناه نخستین در قرن سوم ظهور کرد اما اول بار در نوشته‌های آگوستین مورد استفاده قرار گرفت. او نخستین نویسنده ای بود که از عبارت "گناه نخستین " استفاده کرد. برداشت آگوستین از گناه نخستین مبتنی بر یک قسمت اشتباه ترجمه شده در رساله پولس رسول به رومیان بود، و محل بحث محققان است که آیا این متن نظر آگوستین را تأیید می‌کند یا خیر.
نقش نوشته‌های پولس در تکوین بعدی آموزه گناه نخستین توسط آگوستین بسیار مهم بوده‌است.
طبق کتاب عهد عتیق، خدا در ابتدا جهانی کامل و بی‌نقص که مرگ نیز در آن راه نداشت خلق کرد. او آدم را که نخستین انسان بود در باغ عدن جای داد و گفت که هر کاری را می‌تواند بکند جز آنکه از میوهٔ یک درخت ممنوعه بخورد. سپس خدا حوا را که نخستین زن بود آفرید تا همسر آدم باشد. حوا از یک مار فریب خورد و از میوهٔ آن درخت خورد و به آدم هم داد تا بخورد.
پس آنها را از باغ عدن اخراج شدند. همچنین خدا خوردن میوهٔ درخت زندگی را ممنوع کرد؛ میوه‌ای که هر کس از آن بخورد همیشه زنده می‌ماند؛ بنابراین مرگ وارد جهان شد. آدم و حوا به روی زمین آمدند و گناه خود را با خود به زمین آوردند. آنها دیگر از خدا دور شده بودند و چون اثر گناه آنها به فرزندان آنها هم منتقل می‌شد، پس تمام نسل بشر از خدا دور شدند؛ یعنی آنها شر و بدی را با خود به جهانی که کامل بود آوردند.
در چیستی این گناه نخستین بین ادیان ابراهیمی توافقی ندارد و لذا از آن به عنوان گناه نخست نام برده‌می‌شود. عقیده بر آن است که این گناه خوردن میوه از درختی بود که آدم و حوا از آن منع شده‌بودند.
برخی از متالهین تفسیر امر را آن می‌دانند که پیش از خوردن از آن درخت، آدم و حوا از تواناییشان در سرپیچی از دستور خداوند آگاه نبودند و پس از آن بود که به مختار بودن و آزادی اراده خود مطلع شدند، لذا میوه آن درخت را دانستن آزادی انتخاب بشر می‌دانند.
از دید اسطوره‌شناسی، داستان، روایت نمادین رشد انسان از دوره کودکی و گذر از بهشت بی‌مسوولیتی به دوران آگاهی، اختیار و بالغی تفسیر شده‌است. به همین تفسیر نیز میوه آن درخت را دانایی و آگاهی دانسته‌اند.

## نقد
اندکی پس از شورای دوم واتیکان، هربرت هاگ، متکلم کتاب مقدس، این سؤال را مطرح کرد که آیا گناه نخستین در کتاب مقدس است؟
طبق تفسیر وی، بر طبق کتاب پیدایش ۲: ۲۵ آدم و حوا از همان ابتدا فاقد فیض الهی خلق شده‌اند، آنها هرگز آن را نداشتند و با احتمال کمتر به دلیل حوادث بعدی که روایت می‌شد، آن را از دست داده باشند.
برخی دربارهٔ تفسیر بیش از حد لغوی کتاب پیدایش هشدار می‌دهند. آنها این عبارت افسسیسان را در نظر دارند که «خدا قبل از بنیان‌گذاری جهان کلیسا را در ذهن داشت» (مانند افسسیان ۱ ۴)
همان‌طور که در کتاب تیموتی ۱ ۹"... علت و فضل خودش که در مسیح عیسی بود، قبل از آغاز دنیا به ما داده شد.
و پاپ بندیکت شانزدهم در کتاب خود در آغاز.. اصطلاح «گناه نخستین» را «گمراه کننده و غیر دقیق» می‌داند.
بندیکت نیازی به تفسیر لغوی از پیدایش یا منشأ شر ندارد، بلکه می‌نویسد " چگونه ممکن بود، چگونه اتفاق افتاد؟ این مطلب همچنان مبهم است.
شر همچنان مرموز است. آن را در تصاویر عالی ارائه داده شده، همان‌طور که فصل ۳ کتاب پیدایش، مار، انسان گناهکار…